# Prieuré de Reichenbach
Le prieuré de Reichenbach est un ancien monastère bénédictin, aujourd'hui propriété de l'Église évangélique luthérienne, située à Klosterreichenbach, faisant partie de la commune de Baiersbronn dans le Bade-Wurtemberg.

## Histoire
Le prieuré, situé près de la vallée de la Murg au nord de la Forêt-Noire, est fondé par l'abbaye de Hirsau en mai 1082, grâce au don d'un domaine de la part d'un homme nommé Bern, dont on n'a aucun détail. Trois moines et cinq frères lais sont envoyés de Hirsau. L'église priorale, dédiée à saint Grégoire, est consacrée en 1085 par l'évêque de Constance.
L'église est d'architecture romane, à côté l'on construit l'aile des moines, l'infirmerie, le noviciat, l'hôtellerie et aussi un moulin et une étable, etc. Les derniers bâtiments sont construits au XVIe siècle.
Le monastère est dès le début un prieuré dépendant de Hirsau et le reste. Le monastère est protégé par les comtes d'Eberstein (de), mais les comtes de Wurtemberg prétendent aussi à ses revenus. Le conflit dure des années, jusqu'à ce que la Réforme disperse les moines. Hirsau cesse d'exister en tant qu'abbaye en 1535 et Reichenbach est prise d'assaut par Frédéric Ier de Wurtemberg en 1595. Le monastère passe à la réforme en 1604 et un pasteur s'installe dans ses murs. Des bénédictins reviennent quelque temps après la Guerre de Trente Ans, mais sont chassés ensuite.
Aujourd'hui la communauté locale luthérienne prie dans l'église, devenue église paroissiale luthérienne et les bâtiments conventuels abritent depuis 1991 un jardin d'enfants, la Beate-Paulus-Schule, d'après le nom de la sœur d'un ancien pasteur, Philipp Matthäus Hahn (1800-1810).

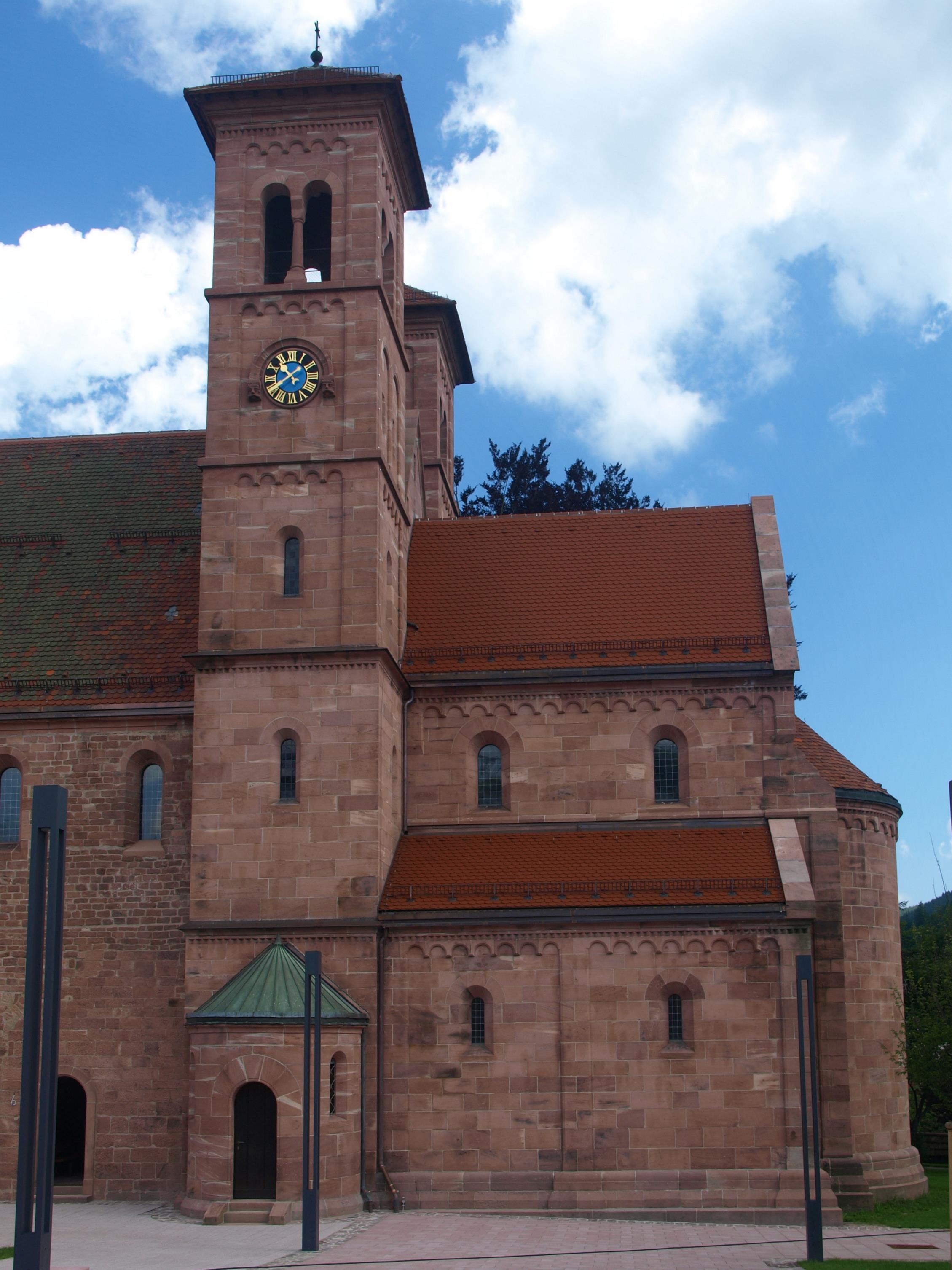
Partie est du chœur